# Список Героев Социалистического Труда (Правдюк — Пятница)
Эта страница является частью списка Героев Социалистического Труда и перечисляет в алфавитном порядке лиц, удостоенных звания Героя Социалистического Труда, чьи фамилии начинаются с буквы «П», от Правдюк до Пятница.
- Список не включает дважды и трижды Героев Социалистического Труда, а также лиц, лишённых этого звания.
- Список содержит информацию о датах жизни, роде деятельности и дате присвоения звания Героя.
- Герои, удостоенные звания посмертно, выделены в списке  серым цветом .
- Герои, сменившие фамилию после присвоения звания, приводятся в списках дважды, при этом строка с новой фамилией выделяется  бежевым цветом  и не имеет номера.

## Список людей, фамилии которых начинаются с «П»
| Навигационная таблица | Навигационная таблица |
| --------------------- | --------------------- |
| «П»                   | Паап — Пащенко        |
| «П»                   | Певцов — Пиянов       |
| «П»                   | Плавский — Полянский  |
| «П»                   | Помазан — Пошивайлов  |
| «П»                   | Правдюк — Пятница     |

| №          | Фамилия, имя, отчество                 | Даты жизни              | Деятельность | Дата присвоения | ГС         |
| ---------- | -------------------------------------- | ----------------------- | --- | --------------- | ---------- |
| 1          | Правдюк Иван Гурьевич                  | 18.08.1918 — 17.07.2015 | Шофёр Донецкого автотранспортного предприятия 04121 Министерства автомобильного транспорта Украинской ССР | 04.05.1971      | [ ГС 1 ]   |
| 2          | Праниченко Александр Иванович          | 1912—1976               | Тракторист семеноводческого совхоза имени 25 Октября Министерства совхозов СССР, Первомайский район Одесской области | 18.06.1949      |            |
| 3          | Пранович Александр Андреевич           | 03.03.1926 — 12.01.1999 | Дорожный мастер Осиповичской дистанции пути Белорусской железной дороги, Могилёвская область | 02.04.1981      | [ ГС 2 ]   |
| 3.000001   | Прасолова Анастасия Павловна           | 07.12.1917 — 27.01.1979 | Бригадир тракторной бригады Высоковской МТС Московской области | 10.04.1948      | [ ГС 3 ]   |
| 4          | Прачев Василий Яковлевич               | 1916 — ????             | Звеньевой колхоза «Победа» Георгиевского района Южно-Казахстанской области | 20.05.1949      | [ ГС 4 ]   |
| 5          | Прекуп Владимир Фёдорович              | 25.07.1915 — 25.03.1969 | Председатель колхоза имени Мичурина Страшенского района Молдавской ССР | 30.04.1966      | [ ГС 5 ]   |
| 6          | Прелова Антонина Ивановна              | 09.12.1920 — 1991       | Свинарка совхоза «Восход» Богородицкого района Тульской области | 22.03.1966      | [ ГС 6 ]   |
| 7          | Премет Александр Яковлевич             | 14.10.1902 — ????       | Председатель колхоза имени Мичурина Харьюского района Эстонской ССР | 01.10.1965      | [ ГС 7 ]   |
| 8          | Преображенский Борис Сергеевич         | 27.06.1892 — 07.12.1970 | Заведующий кафедрой болезней уха, горла и носа Второго Московского медицинского института имени Н. И. Пирогова, академик Академии медицинских наук СССР                                                                                            | 05.07.1962      | [ ГС 8 ]   |
| 9          | Преображенский Николай Алексеевич      | 20.10.1896 — 20.11.1968 | Заведующий кафедрой химии и технологии тонких органических соединений Московского института тонкой химической технологии имени М. В. Ломоносова | 11.11.1966      | [ ГС 9 ]   |
| 10         | Преснов Виктор Константинович          | 27.09.1913 — 13.12.1987 | Формовщик дизельного завода «Двигатель революции» Министерства тяжёлого, энергетического и транспортного машиностроения СССР, гор. Горький | 09.07.1966      | [ ГС 10 ]  |
| 11         | Пресняков Алексей Михайлович           | 1930—1995               | Старший мастер по добыче рыбы большого морозильного рыболовного траулера «Хрусталь» Калининградской базы тралового флота Главного управления «Запрыба» Министерства рыбного хозяйства СССР                                                         | 23.01.1974      | [ ГС 11 ]  |
| 12         | Пресняков Иван Васильевич              | 02.06.1927 — 26.06.1993 | Старший агломератчик Бакальского рудоуправления треста «Уралруда» Министерства чёрной металлургии СССР, Челябинская область | 22.03.1966      | [ ГС 12 ]  |
| 13         | Пресняков Иван Романович               | 07.01.1911 — 19.02.1983 | Мастер локомотивного депо Лиски Юго-Восточной железной дороги, Воронежская область | 01.08.1959      | [ ГС 13 ]  |
| 14         | Пресняков Николай Лаврентьевич         | род. 20.02.1932         | Звеньевой совхоза «Раздольненский» Раздольненского района Крымской области | 10.02.1975      | [ ГС 14 ]  |
| 15         | Престенский Пётр Захарович             | 09.1904 — 1987          | Начальник Управления инженерных работ № 57 Министерства обороны СССР, генерал-майор инженерно-технической службы, Плесецк Архангельской области | 29.08.1969      | [ ГС 15 ]  |
| 16         | Пржиялковский Виктор Владимирович      | 02.03.1930 — 23.08.2016 | Директор Научно-исследовательского центра электронной вычислительной техники Министерства радиопромышленности СССР, гор. Москва | 12.04.1983      | [ ГС 16 ]  |
| 17         | Прибега Василий Семёнович              | род. 1929               | Тракторист колхоза «Память Ленина» Маловисковского района Кировоградской области | 08.04.1971      |            |
| 18         | Приболовец Степан Леонтьевич           | 29.11.1901 — 22.11.1999 | Директор откормочного совхоза «Хуторок» Министерства мясной и молочной промышленности СССР, Ново-Кубанский район Краснодарского края | 05.10.1949      | [ ГС 17 ]  |
| 19         | Прибыльнов Владимир Яковлевич          | 1929—1997               | Машинист экскаватора Красногорского карьера комбината «Кузбасскарьеруголь» Министерства угольной промышленности СССР, Кемеровская область | 29.06.1966      | [ ГС 18 ]  |
| 20         | Прибытков Иван Александрович           | 18.01.1927 — 01.11.2001 | Старший оператор-вальцовщик Кузнецкого металлургического комбината имени В. И. Ленина Министерства чёрной металлургии СССР, Кемеровская область | 30.03.1971      | [ ГС 19 ]  |
| 21         | Привалов Алексей Иванович              | 25.02.1906 — 21.12.1995 | Главный конструктор агрегатного завода «Универсал» Министерства авиационной промышленности СССР, гор. Москва | 23.12.1976      | [ ГС 20 ]  |
| 22         | Привалов Виталий Иванович              | 29.01.1910 — 1985       | Директор Государственного завода «Большевик» Ленинградского совнархоза | 21.05.1963      | [ ГС 21 ]  |
| 23         | Привалов Михаил Моисеевич              | 18.08.1913 — 07.2004    | Старший мастер мартеновского цеха Кузнецкого металлургического комбината Кемеровского совнархоза | 19.07.1958      | [ ГС 22 ]  |
| 24         | Привезенцев Василий Ефимович           | 27.06.1894 — 23.06.1981 | Звеньевой колхоза «Борьба» Переславского района Ярославской области | 26.02.1948      | [ ГС 23 ]  |
| 25         | Привезенцев Василий Иванович           | 1929 — 06.02.1997       | Машинист экскаватора строительно-монтажного управления № 4 треста «Спецстроймеханизация» Министерства строительства СССР, гор. Ярославль | 04.03.1976      | [ ГС 24 ]  |
| 26         | Привезенцев Георгий Николаевич         | 29.01.1921 — 10.04.1994 | Слесарь-инструментальщик завода «Автоприбор» Министерства автомобильной промышленности СССР, гор. Владимир | 11.03.1976      | [ ГС 25 ]  |
| 27         | Пригода Юрий Иванович                  | 01.01.1938 — 11.12.2002 | Оператор стана Ждановского металлургического завода «Азовсталь» имени С. Орджоникидзе Министерства чёрной металлургии Украинской ССР, Донецкая область                                                                                             | 18.11.1983      | [ ГС 26 ]  |
| 28         | Придаченко Дмитрий Кузьмич             | 07.11.1922 — 14.07.2000 | Бригадир горнорабочих очистного забоя шахты имени 7 Ноября треста «Ленинуголь» комбината «Кузбассуголь» Министерства угольной промышленности СССР, Кемеровская область                                                                             | 30.03.1971      | [ ГС 27 ]  |
| 29         | Приедау Ирма Яновна                    | 27.11.1927 — 03.07.1974 | Доярка учебно-опытного хозяйства «Вецауце» Латвийской сельскохозяйственной академии, Ауцский район Латвийской ССР | 08.04.1971      | [ ГС 28 ]  |
| 30         | Приеде-Берзинь Лилия Давыдовна         | 17.07.1903 — 27.05.1983 | Актриса Государственного художественного академического театра имени Я. Райниса, народная артистка СССР, гор. Рига Латвийской ССР | 09.06.1978      | [ ГС 29 ]  |
| 31         | Приймак Виктор Васильевич              | род. 02.08.1934         | Командир корабля Донецкого объединённого авиационного отряда Украинского управления гражданской авиации Министерства гражданской авиации СССР | 04.02.1983      |            |
| 32         | Прилипко Александр Викторович          | 1908—1986               | Бывший первый секретарь Генического райкома Компартии Украины, Херсонская область | 26.02.1958      | [ ГС 30 ]  |
| 33         | Примак Степан Максимович               | 26.05.1927 — 24.03.2002 | Слесарь локомотивного депо Гребёнка Южной железной дороги, Полтавская область | 04.05.1971      | [ ГС 31 ]  |
| 34         | Примаченко Пётр Степанович             | 26.06.1916 — 07.01.2002 | Врубмашинист шахты № 4 треста «Молотовуголь» комбината «Москвоуголь» Министерства угольной промышленности СССР, Тульская область | 26.04.1957      | [ ГС 32 ]  |
| 35         | Примачук Иван Яковлевич                | 10.10.1927 — 18.03.2014 | Бригадир комплексной бригады строительного управления «Культбытстрой» треста «Карагандажилстрой» Министерства строительства предприятий тяжёлой индустрии Казахской ССР, гор. Караганда                                                            | 05.04.1971      | [ ГС 33 ]  |
| 36         | Примбетов Зиада                        | 1905—1956               | Колхозник колхоза «Гигант» Чиилийского района Кзыл-Ординской области | 21.06.1950      | [ ГС 34 ]  |
| 37         | Применко Евдокия Ивановна              | 1911 — ????             | Звеньевая зернового совхоза «Приазовский» Министерства совхозов СССР, Приморско-Ахтарский район Краснодарского края | 11.02.1949      |            |
| 38         | Примкулов Розикул                      | 1897—1980               | Председатель колхоза «Коммунизм» Сталинабадского района Сталинабадской области | 01.03.1948      |            |
| 39         | Примуд Станислав Иосифович             | род. 1939               | Комбайнёр колхоза «Ленинськый шлях» Волочисского района Хмельницкой области | 06.03.1981      |            |
| 40         | Припотень Надежда Семёновна            | род. 1928               | Звеньевая колхоза имени Котовского Шумского района Тернопольской области | 08.04.1971      |            |
| 41         | Приставка Михаил Иванович              | 1910 — ????             | Шофёр автобазы № 20 управления «Мосстройтранс» Главмосавтотранса, гор. Москва | 21.06.1963      | [ ГС 35 ]  |
| 42         | Приставкин Николай Яковлевич           | 29.03.1922 — 1993       | Председатель колхоза «Заря» Тюпского района Киргизской ССР | 22.03.1966      | [ ГС 36 ]  |
| 43         | Пристромов Михаил Степанович           | 21.11.1919 — 09.01.2008 | Комбайнёр Бурят-Монгольского овцесовхоза Могойтуйского района Агинского Бурят-Монгольского национального округа Читинской области | 14.12.1957      | [ ГС 37 ]  |
| 43.000002  | Присунько Михайлина Филипповна         | род. 1934               | Звеньевая колхоза имени Мануильского Белобожницкого района Тернопольской области | 26.02.1958      |            |
| 44         | Присяжный Михаил Павлович              | 06.09.1933 — 04.11.2009 | Бригадир лесокультурной бригады Гладковского лесничества Голопристанского лесхоззага Государственного комитета лесного хозяйства Совета Министров СССР, Херсонская область                                                                         | 06.09.1966      | [ ГС 38 ]  |
| 45         | Присяжнюк Арест Павлович               | 26.05.1920 — 23.07.1987 | Председатель колхоза имени Молотова Ружичнянского района Каменец-Подольской области | 16.02.1948      | [ ГС 39 ]  |
| 46         | Притульчик Антонина Иосифовна          | род. 13.02.1935         | Свинарка колхоза «Искра» Пружанского района Брестской области | 22.03.1966      | [ ГС 40 ]  |
| 47         | Прихно Иван Иванович                   | 1902 — ????             | Бригадир семеноводческого колхоза имени Петровского Черкасского района Киевской области | 11.04.1949      |            |
| 48         | Прихно Николай Васильевич              | род. 15.08.1944         | Механизатор колхоза имени Ленина Черкасского района Черкасской области | 15.12.1972      | [ ГС 41 ]  |
| 49         | Прихно Павел Иванович                  | 1908 — ????             | Бригадир семеноводческого колхоза имени Петровского Черкасского района Киевской области | 11.04.1949      |            |
| 50         | Прихода Иван Дмитриевич                | 1908—1977               | Начальник управления работ № 266 треста «Дальморгидрострой» Министерства транспортного строительства СССР, Приморский край | 09.08.1958      | [ ГС 42 ]  |
| 51         | Приходько Екатерина Петровна           | 19.04.1924 — 21.01.2006 | Бригадир монтёров пути строительно-монтажного поезда № 314 треста «Кандалакштрансстрой» Министерства транспортного строительства СССР, гор. Кандалакша Мурманской области                                                                          | 07.05.1971      | [ ГС 43 ]  |
| 52         | Приходько Иван Митрофанович            | 29.05.1910 — 28.01.1991 | Директор Кременчугского автомобильного завода имени 50-летия Советской Украины Министерства автомобильной промышленности СССР, Полтавская область                                                                                                  | 05.04.1971      | [ ГС 44 ]  |
| 53         | Приходько Мария Фёдоровна              | 27.02.1909 — 1993       | Звеньевая совхоза «Нижне-Чуйский» Министерства сельского хозяйства СССР, Кагановичский район Фрунзенской области | 10.07.1950      | [ ГС 45 ]  |
| 54         | Приходько Надежда Сергеевна            | 18.04.1927 — 16.01.2018 | Звеньевая молочного совхоза «Горняк» Министерства совхозов СССР, Октябрьский район Ростовской области | 01.06.1949      | [ ГС 46 ]  |
| 55         | Приходько Нина Захаровна               | род. 15.08.1934         | Колхозница колхоза имени Леси Украинки Ковельского района Волынской области | 08.12.1973      |            |
| 56         | Прихотько Антонина Фёдоровна           | 26.04.1906 — 29.09.1995 | Физик, академик Академии наук Украинской ССР, гор. Киев | 03.05.1976      | [ ГС 47 ]  |
| 57         | Прищепа Герман Иванович                | 1900 — ????             | Управляющий отделением Капитановского свеклосовхоза Министерства пищевой промышленности СССР, Кировоградская область | 06.10.1951      |            |
| 58         | Прищепа Иван Кузьмич                   | 09.06.1918 — 04.02.2008 | Председатель колхоза имени Хрущёва Менского района Черниговской области | 23.04.1952      | [ ГС 48 ]  |
| 59         | Пробитый Иван Васильевич               | 28.05.1923 — 04.09.2006 | Заведующий отделением колхоза «Украина» Городокского района Хмельницкой области | 08.04.1971      | [ ГС 49 ]  |
| 60         | Провкин Ефим Денисович                 | 18.01.1903 — 30.04.1971 | Директор Чеботарихинской МТС Куйтунского района Иркутской области | 11.01.1957      | [ ГС 50 ]  |
| 61         | Провоторина Валентина Егоровна         | 06.12.1937 — 2011       | Оператор машинного доения племзавода «Санталово» Ясногорского района Тульской области | 12.09.1990      | [ ГС 51 ]  |
| 62         | Продан Наталия Яковлевна               | 18.07.1907 — 17.02.1982 | Свинарка колхоза имени Хрущёва Царичанского района Днепропетровской области | 26.02.1958      | [ ГС 52 ]  |
| 63         | Продан Таисия Григорьевна              | 22.10.1922 — 2002       | Звеньевая виноградарского совхоза «Реконструктор» Министерства пищевой промышленности СССР, Аксайский район Ростовской области | 01.11.1951      | [ ГС 53 ]  |
| 64         | Прожерин Михаил Терентьевич            | род. 17.03.1925         | Комбайнёр Камышловской МТС Свердловской области | 26.10.1954      | [ ГС 54 ]  |
| 65         | Прозоров Георгий Николаевич            | 26.02.1936 — 23.11.2021 | Бригадир комплексной бригады строительного управления № 13 комсомольско-молодёжного треста «Мегионгазстрой» Министерства строительства предприятий нефтяной и газовой промышленности СССР, гор. Нижневартовск Ханты-Мансийского автономного округа | 21.02.1986      | [ ГС 55 ]  |
| 66         | Прозорова Антонина Андреевна           | 27.02.1912 — 19.08.1996 | Бригадир колхоза «Красный Октябрь» Вожгальского района Кировской области | 17.03.1948      | [ ГС 56 ]  |
| 67         | Прозорова Валентина Алексеевна         | 26.02.1913 — 17.11.2004 | Заведующая фермой колхоза «Красный Октябрь» Вожгальского района Кировской области | 01.06.1949      | [ ГС 57 ]  |
| 68         | Прозорова Надежда Алексеевна           | 1914—1986               | Бригадир колхоза «Красный Октябрь» Вожгальского района Кировской области | 17.03.1948      | [ ГС 58 ]  |
| 69         | Прозорова Ольга Ивановна               | 24.07.1905 — 28.08.1986 | Доярка колхоза «Пламя» Раменского района Московской области | 07.04.1949      | [ ГС 59 ]  |
| 70         | Прозоровский Дмитрий Викторович        | 23.03.1923 — 24.07.2002 | Начальник управления строительства Нововоронежской атомной электростанции Министерства энергетики и электрификации СССР | 31.03.1981      | [ ГС 60 ]  |
| 71         | Прокопенко Алексей Андреевич           | род. 1926               | Комбайнёр Веселовской МТС Таганрогского района Ростовской области | 24.07.1952      | [ ГС 61 ]  |
| 72         | Прокопенко Анна Корнеевна              | род. 1928               | Звеньевая Аникеевского свеклосовхоза Министерства пищевой промышленности СССР, Кировоградская область | 12.09.1949      | [ ГС 62 ]  |
| 73         | Прокопенко Анна Порфировна             | 1915 — ????             | Рабочая Насакиральского совхоза Министерства сельского хозяйства СССР, Махарадзевский район Грузинской ССР | 01.09.1951      | [ ГС 63 ]  |
| 74         | Прокопенко Владимир Митрофанович       | 1931 — ????             | Бригадир механизированной колонны строительного управления № 12 Государственного производственного комитета по газовой промышленности СССР, гор. Ташкент                                                                                           | 18.11.1964      | [ ГС 64 ]  |
| 75         | Прокопенко Григорий Петрович           | 01.01.1927 — 20.01.2007 | Электросварщик Второго Московского строительно-монтажного управления треста «Стальмонтаж» Министерства монтажных и специальных строительных работ СССР                                                                                             | 08.01.1974      | [ ГС 65 ]  |
| 76         | Прокопенко Прасковья Даниловна         | 1903 — 05.04.1981       | Свинарка колхоза «Комсомолец» Пирятинского района Полтавской области | 16.08.1950      | [ ГС 66 ]  |
| 77         | Прокопенко Фёдор Денисович             | 26.07.1907 — 28.10.1973 | Гарпунёр китобойного судна «Трудфронт» китобойной флотилии «Алеут» Министерства рыбной промышленности СССР, Приморский край | 09.03.1950      | [ ГС 67 ]  |
| 78         | Прокопец Анна Павловна                 | род. 1930               | Звеньевая Узинского свеклосовхоза Министерства пищевой промышленности СССР, Белоцерковский район Киевской области | 30.04.1948      | [ ГС 68 ]  |
| 79         | Прокопнёва Пелагея Борисовна           | 14.10.1914 — 21.09.1988 | Звеньевая колхоза «Коминтерн» Могилёвского района Могилёвской области | 30.04.1966      | [ ГС 69 ]  |
| 80         | Прокопов Василий Иванович              | 1894 — ????             | Крепильщик шахты имени Орджоникидзе комбината «Сталинуголь» Министерства угольной промышленности западных районов СССР, Сталинская область | 28.08.1948      | [ ГС 70 ]  |
| 81         | Прокопова Ксения Гавриловна            | 1899 — 15.04.1974       | Звеньевая совхоза «Масличные культуры» Министерства пищевой промышленности СССР, Белореченский район Краснодарского края | 19.05.1948      | [ ГС 71 ]  |
| 82         | Прокопьев Дмитрий Степанович           | 07.11.1907 — 1975       | Управляющий трестом «Сталиншахтострой» Министерства строительства предприятий угольной промышленности Украинской ССР, Сталинская область | 26.04.1957      | [ ГС 72 ]  |
| 83         | Прокопьев Константин Николаевич        | 1927 — 22.08.1967       | Бригадир малой комплексной бригады Рубинского леспромхоза Министерства лесной, целлюлозно-бумажной и деревообрабатывающей промышленности СССР, Мариинский район Кемеровской области                                                                | 17.09.1966      | [ ГС 73 ]  |
| 84         | Прокопьев Поликарп Петрович            | 17.03.1925 — 24.01.1997 | Председатель колхоза «Большевик» Нижнетавдинского района Тюменской области | 08.04.1971      | [ ГС 74 ]  |
| 85         | Прокофьев Александр Андреевич          | 02.12.1900 — 18.09.1971 | Поэт, гор. Ленинград | 01.12.1970      | [ ГС 75 ]  |
| 86         | Прокофьев Виктор Георгиевич            | 1928 — ????             | Директор совхоза «Индустрия» Станично-Луганского района Луганской области | 23.06.1966      | [ ГС 76 ]  |
| 87         | Прокофьев Евгений Прохорович           | род. 01.09.1929         | Токарь Московского машиностроительного завода «Знамя революции» Министерства авиационной промышленности СССР | 16.01.1974      | [ ГС 77 ]  |
| 88         | Прокофьев Иван Яковлевич               | 15.09.1925 — 2003       | Старший вальцовщик прокатного стана производственного объединения «Кировский завод» Министерства оборонной промышленности СССР, гор. Ленинград | 05.09.1975      | [ ГС 78 ]  |
| 89         | Прокофьева Мария Александровна         | 01.08.1926 — 13.02.2000 | Звеньевая колхоза «Красный маяк» Гдовского района Псковской области | 27.04.1948      | [ ГС 79 ]  |
| 90         | Прокофьева Пелагея Никитична           | 14.10.1912 — 28.09.1987 | Председатель колхоза имени Калинина Солецкого района Новгородской области | 30.04.1966      | [ ГС 80 ]  |
| 91         | Прокудин Гавриил Иванович              | 17.09.1910 — 01.11.1973 | Бригадир тракторной бригады Старооскольской МТС Старо-Оскольского района Курской области | 04.05.1948      | [ ГС 81 ]  |
| 92         | Прокудина Татьяна Фёдоровна            | 12.01.1907 — 11.12.1999 | Бригадир подсобного хозяйства «Горки-II» Звенигородского района Московской области | 19.12.1953      | [ ГС 82 ]  |
| 93         | Прокус Георгий Константинович          | 15.02.1918 — 1974       | Капитан рыболовного сейнера рыболовецкого колхоза «Балтиец», Калининградская область | 31.05.1958      | [ ГС 83 ]  |
| 94         | Пронин Василий Николаевич              | 25.02.1925 — 21.10.2001 | Механик Конструкторского бюро химического машиностроения Министерства общего машиностроения СССР, Московская область | 26.04.1971      | [ ГС 84 ]  |
| 95         | Пронин Василий Яковлевич               | 1913 — ????             | Бригадир комплексной бригады управления начальника работ № 106 Главростовстроя Ростовского совнархоза | 09.08.1958      | [ ГС 85 ]  |
| 96         | Пронин Николай Харитонович             | 31.08.1921 — 31.05.1993 | Первый секретарь Ерахтурского райкома КПСС, Рязанская область | 07.02.1957      | [ ГС 86 ]  |
| 97         | Пронина Лидия Алексеевна               | 31.07.1931 – 05.07.2004 | Раскройщица Московского производственного объединения обувных предприятий «Буревестник» Министерства лёгкой промышленности РСФСР | 09.06.1966      | [ ГС 87 ]  |
| 98         | Проноза Леонид Фёдорович               | род. 1926               | Овощевод колхоза имени Мичурина Суворовского района Молдавской ССР | 08.12.1973      |            |
| 99         | Прончаков Иван Тимофеевич              | 04.10.1925 — 05.06.1993 | Комбайнёр колхоза «Первое Мая» Константиновского района Донецкой области | 22.12.1977      | [ ГС 88 ]  |
| 100        | Пронь Андрей Емельянович               | 03.10.1929 — 03.04.2014 | Бригадир монтажников строительного управления Куршавских ГЭС Ставропольгидростроя Министерства энергетики и электрификации СССР, Карачаево-Черкесская автономная область                                                                           | 04.10.1966      | [ ГС 89 ]  |
| 101        | Пронькин Иван Тимофеевич               | 05.05.1911 — 25.06.1992 | Бригадир тракторной бригады Вурнарской МТС Чувашской АССР | 05.05.1949      | [ ГС 90 ]  |
| 102        | Пронюшкин Николай Борисович            | 15.11.1936 — 07.04.2018 | Звеньевой колхоза «Родина» Залегощенского района Орловской области | 11.12.1973      | [ ГС 91 ]  |
| 103        | Пронягин Пётр Георгиевич               | 19.10.1924 — 12.06.2021 | Начальник управления «Химстрой» Министерства среднего машиностроения СССР, гор. Северск Томской области | 06.11.1984      | [ ГС 92 ]  |
| 104        | Просандеев Иван Васильевич             | 1925—1998               | Бригадир колхоза «Родина» Старобешевского района Донецкой области | 19.04.1967      | [ ГС 93 ]  |
| 105        | Просвирнин Виктор Степанович           | род. 23.08.1938         | Бригадир машинистов машин вытягивания стекла Саратовского завода технического стекла Министерства промышленности строительных материалов РСФСР | 19.03.1981      | [ ГС 94 ]  |
| 106        | Проскоков Николай Александрович        | 1927—1982               | Бригадир семеноводческого колхоза «Союз строителей» Ояшинского района Новосибирской области | 20.03.1949      | [ ГС 95 ]  |
| 107        | Проскурин Леонид Дмитриевич            | род. 1928               | Машинист экскаватора строительного управления № 23 треста № 3 Главташкентстроя, гор. Ташкент | 25.03.1971      |            |
| 108        | Проскурин Пётр Лукич                   | 22.01.1928 — 26.10.2001 | Писатель, общественный деятель, гор. Москва | 21.01.1988      | [ ГС 96 ]  |
| 109        | Проскурина Александра Андреевна        | 1906 — ????             | Звеньевая колхоза имени Ленина Курганинского района Краснодарского края | 06.05.1948      | [ ГС 97 ]  |
| 110        | Простаков Николай Викторович           | 09.05.1915 — 12.09.1989 | Проходчик шахты имени Сталина комбината «Кузбассуголь» Министерства угольной промышленности восточных районов СССР, Кемеровская область | 28.08.1948      | [ ГС 98 ]  |
| 111        | Простакова Нина Петровна               | 23.09.1914 — 04.05.1994 | Доярка колхоза «Большевик» Старо-Оскольского района Белгородской области | 11.03.1958      | [ ГС 99 ]  |
| 112        | Простова Прасковья Иосифовна           | 25.07.1920 — ????       | Звеньевая Земетчинского свеклосовхоза Министерства пищевой промышленности СССР, Земетчинский район Пензенской области | 18.05.1948      | [ ГС 100 ] |
| 113        | Просянкин Григорий Лазаревич           | 06.01.1920 — 16.09.1998 | Директор машиностроительного предприятия «Звёздочка» Министерства судостроительной промышленности СССР, Архангельская область | 26.04.1971      | [ ГС 101 ] |
| 114        | Протасевич Мария Васильевна            | 1906 — ????             | Звеньевая по выращиванию зерновых колхоза «Заветы Ильича» Канского района Красноярского края | 07.01.1948      | [ ГС 102 ] |
| 115        | Протасов Валентин Васильевич           | 31.08.1931 — 12.07.2004 | Звеньевой механизированного звена колхоза имени Куйбышева Севского района Брянской области | 23.06.1966      | [ ГС 103 ] |
| 116        | Протасов Виктор Дмитриевич             | 04.11.1931 — 25.03.1997 | Директор и главный конструктор Центрального научно-исследовательского института специального машиностроения Министерства оборонной промышленности СССР, член-корреспондент Академии наук СССР, Московская область                                  | 23.11.1990      | [ ГС 104 ] |
| 117        | Протасов Леонид Ильич                  | 1934—2007               | Токарь Кировского машиностроительного завода имени XX партсъезда Министерства авиационной промышленности СССР, гор. Киров | 26.04.1971      | [ ГС 105 ] |
| 118        | Протасов Павел Васильевич              | 21.12.1913 — 06.1983    | Комбайнёр Некрасовской МТС Усть-Лабинского района Краснодарского края | 27.02.1951      | [ ГС 106 ] |
| 119        | Протасов Пётр Ефимович                 | 28.08.1907 — 12.10.1966 | Машинист завалочной машины мартеновского цеха Магнитогорского металлургического комбината Челябинского совнархоза | 19.07.1958      | [ ГС 107 ] |
| 120        | Протасова Зиновия Даниловна            | 1916 — ????             | Звеньевая Ново-Ивановского свеклосовхоза Министерства пищевой промышленности СССР, Близнюковский район Харьковской области | 30.04.1948      |            |
| 121        | Протасова Мария Ивановна               | 1908 — ????             | Звеньевая зернового совхоза «Старобельский» Министерства совхозов СССР, Ворошиловградская область | 13.03.1948      | [ ГС 108 ] |
| 122        | Протопопов Пётр Иванович               | 15.06.1914 — 19.09.2007 | Колхозник колхоза имени Аржакова Вилюйского района Якутской АССР | 22.03.1966      | [ ГС 109 ] |
| 123        | Протько Николай Афанасьевич            | 10.11.1927 — 29.11.2000 | Машинист турбины Минской ТЭЦ № 3 Белглавэнерго Министерства энергетики и электрификации СССР | 20.04.1971      | [ ГС 110 ] |
| 124        | Прохоренко Дмитрий Фёдорович           | 03.11.1906 — 11.01.1977 | Начальник участка управления строительства Куйбышевгидрострой Министерства электростанций СССР, Куйбышевская область | 09.08.1958      | [ ГС 111 ] |
| 125        | Прохоров Анатолий Григорьевич          | род. 25.10.1936         | Машинист автогрейдера Киевского специализированного управления механизации строительства № 1 треста «Киевдорстрой № 1» Министерства строительства и эксплуатации автомобильных дорог Украинской ССР                                                | 05.03.1976      |            |
| 126        | Прохоров Василий Никитович             | 04.02.1924 — 27.05.1992 | Управляющий отделением совхоза «Салмановский» Алькеевского района Татарской АССР | 23.06.1966      | [ ГС 112 ] |
| 127        | Прохоров Виктор Ефимович               | 23.03.1936 — 22.06.2012 | Машинист экскаватора управления механизации № 4 треста «Мосинжстроймеханизация» № 2 Главмосинжстроя, гор. Москва | 16.01.1981      |            |
| 128        | Прохоров Владимир Ильич                | 1932 —05.07.1997        | Звеньевой колхоза «Победа» Чердаклинского района Ульяновской области | 07.12.1973      | [ ГС 113 ] |
| 129        | Прохоров Михаил Владимирович           | 16.05.1924 — 28.06.2012 | Геофизик сейсморазведочной партии Ухтинского геологического управления Министерства геологии РСФСР, Коми АССР | 04.07.1966      | [ ГС 114 ] |
| 130        | Прохоров Пётр Андреянович              | 12.06.1914 — 31.10.1968 | Навалоотбойщик шахты № 8 комбината «Москвоуголь» Министерства угольной промышленности западных районов СССР, Московская область | 28.08.1948      | [ ГС 115 ] |
| 131        | Прохорова Тамара Павловна              | 05.09.1926 — 1985       | Учительница Новопетровской средней школы № 1, Истринский район Московской области | 27.06.1978      | [ ГС 116 ] |
| 132        | Прохорская Дарья Васильевна            | 05.1912 — 1978          | Звеньевая колхоза «Знамя коммуны» Верхне-Баканского района Краснодарского края | 13.08.1949      | [ ГС 117 ] |
| 133        | Проценко Григорий Фёдорович            | 1911 — ????             | Арматурщик управления начальника работ № 292 треста № 47 Красноярского совнархоза | 09.08.1958      | [ ГС 118 ] |
| 134        | Проценко Иван Григорьевич              | 19.10.1938 — 27.10.2008 | Машинист экскаватора Орджоникидзевского горно-обогатительного комбината Министерства чёрной металлургии Украинской ССР, Днепропетровская область                                                                                                   | 05.03.1976      | [ ГС 119 ] |
| 135        | Проценко Прасковья Ивановна            | 1902 — ????             | Звеньевая колхоза имени Тельмана Тельмановского района Сталинской области | 02.06.1950      | [ ГС 120 ] |
| 136        | Прощалыкин Алексей Семёнович           | 1886 — 10.11.1963       | Начальник шахтоуправления № 49—57 комбината «Тулауголь» Министерства угольной промышленности западных районов СССР, Тульская область | 28.08.1948      | [ ГС 121 ] |
| 137        | Проявко Николай Иванович               | 30.01.1913 — 27.02.1981 | Забойщик шахты Долинская комбината «Сахалинуголь» Министерства угольной промышленности восточных районов СССР, Сахалинская область | 28.08.1948      | [ ГС 122 ] |
| 138        | Прудкин Марк Исаакович                 | 13.09.1898 — 24.09.1994 | Актёр Московского Художественного академического театра СССР имени М. Горького, народный артист СССР | 18.08.1989      | [ ГС 123 ] |
| 139        | Прудников Владимир Николаевич          | 27.05.1911 — 17.07.1982 | Машинист паровозного депо Вязьма Калининской железной дороги, Смоленская область | 01.08.1959      | [ ГС 124 ] |
| 140        | Прудников Григорий Николаевич          | 02.12.1905 — 1974       | Председатель колхоза «Первое Мая» Калужского района Калужской области | 22.03.1966      | [ ГС 125 ] |
| 141        | Прудников Иван Александрович           | 1906 — ????             | Директор семеноводческого совхоза «Кубань» Министерства совхозов СССР, Гулькевичский район Краснодарского края | 06.04.1948      | [ ГС 126 ] |
| 142        | Прудников Фёдор Михайлович             | 11.01.1899 — 14.02.1987 | Скотник мясного совхоза № 4 Министерства совхозов СССР, Приютненский район Ставропольского края | 22.10.1949      | [ ГС 127 ] |
| 143        | Прудченко Борис Стефанович]            | 08.01.1938 — 18.04.2013 | Электросварщик Красноярского машиностроительного завода имени В. И. Ленина Министерства общего машиностроения СССР | 17.02.1975      | [ ГС 128 ] |
| 144        | Прунскус Костас Ионович                | 1907 — ????             | Колхозник колхоза «Тарибинис Артояс» Биржайского района Шяуляйской области Литовской ССР | 28.08.1950      |            |
| 145        | Прусова Роза Кондратьевна              | 08.03.1923 — 09.11.2005 | Наладчица Минского тракторного завода | 07.03.1960      | [ ГС 129 ] |
| 146        | Пруцаков Иван Алексеевич               | 19.12.1929 — 17.05.1990 | Бригадир навалоотбойщиков шахты № 3 треста «Гуковуголь» комбината «Шахтантрацит» Министерства угольной промышленности СССР, Ростовская область | 26.04.1957      | [ ГС 130 ] |
| 147        | Прыгункова Елизавета Сергеевна         | 30.11.1929 — 23.03.2020 | Доярка совхоза «Мичуринский» Тимирязевского района Северо-Казахстанской области | 08.04.1971      | [ ГС 131 ] |
| 148        | Прядко Клавдия Васильевна              | 1914 — ????             | Звеньевая колхоза имени Дзержинского Ровенского района Ровенской области | 27.05.1952      | [ ГС 132 ] |
| 149        | Прядко Сергей Алексеевич               | род. 1925               | Председатель колхоза «Родина» Нежинского района Черниговской области | 31.12.1965      |            |
| 150        | Прядун Владимир Сергеевич              | род. 30.08.1927         | Бригадир комплексной бригады Донбассканалстроя Министерства монтажных и специальных строительных работ Украинской ССР, Донецкая область | 07.02.1963      | [ ГС 133 ] |
| 151        | Пряжникова Анна Кондратьевна           | 1910 — ????             | Звеньевая семеноводческого совхоза «Хомутовский» Министерства совхозов СССР, Новодеревеньковский район Орловской области | 27.03.1948      | [ ГС 134 ] |
| 152        | Прялов Евгений Андреевич               | 07.11.1927 — 12.06.2006 | Токарь электромеханического завода «Авангард» Министерства среднего машиностроения СССР, Горьковская область | 16.01.1974      | [ ГС 135 ] |
| 153        | Прянишников Дмитрий Николаевич         | 09.11.1865 — 30.04.1948 | Директор Научного института по удобрениям, заведующий кафедрой Московской сельскохозяйственной академии имени К. А. Тимирязева, академик Академии наук СССР и Всесоюзной академии сельскохозяйственных наук имени В. И. Ленина, гор. Москва        | 10.06.1945      | [ ГС 136 ] |
| 154        | Пряткин Николай Николаевич             | род. 1929               | Звеньевой Гулькевичского племенного свиноводческого совхоза Кавказского района Краснодарского края | 23.06.1966      | [ ГС 137 ] |
| 155        | Пряхин Александр Иванович              | род. 01.05.1949         | Бригадир комплексной бригады станочников Ивановского станкостроительного производственного объединения имени 50-летия СССР Министерства станкостроительной и инструментальной промышленности СССР                                                  | 05.06.1985      | [ ГС 138 ] |
| 156        | Пряхин Валерий Владимирович            | 02.04.1933 — 14.10.2016 | Директор Калужского турбинного завода Министерства судостроительной промышленности СССР | 31.07.1985      | [ ГС 139 ] |
| 157        | Пряхин Тихон Сергеевич                 | 24.06.1911 — 22.03.1967 | Председатель колхоза «Луч» Красногорского района Московской области | 30.01.1957      | [ ГС 140 ] |
| 158        | Пряхина Зоя Кузьминична                | 04.11.1927 — 05.12.1994 | Учительница Мокроусской средней школы, Фёдоровский район Саратовской области | 27.06.1978      | [ ГС 141 ] |
| 159        | Псурцев Николай Демьянович             | 04.02.1900 — 09.02.1980 | Министр связи СССР, гор. Москва | 03.02.1975      | [ ГС 142 ] |
| 160        | Птицина Анастасия Евстафьевна          | 13.06.1915 — 23.05.1994 | Телятница Демского совхоза Бижбулякского района Башкирской АССР | 22.03.1966      | [ ГС 143 ] |
| 161        | Птицина Раиса Михайловна               | 20.01.1926 — 17.11.2001 | Бригадир комплексной бригады стройучастка № 3 треста «Ставропольхимстрой» Ставропольского совнархоза | 07.03.1960      | [ ГС 144 ] |
| 161.000003 | Пугач Клавдия Евтроповна               | 12.07.1925 — ????       | Звеньевая колхоза имени Ильича Старо-Бешевского района Сталинской области | 02.06.1950      | [ ГС 145 ] |
| 162        | Пугачёв Иван Васильевич                | 30.01.1915 — 30.01.2003 | Начальник установки каталитического крекинга Новогрозненского нефтеперерабатывающего завода Чечено-Ингушского совнархоза | 19.03.1959      | [ ГС 146 ] |
| 163        | Пугачёва Екатерина Макаровна           | 30.07.1929 — 11.01.2022 | Доярка Боровского опытно-производственного хозяйства Сибирского научно-исследовательского проектного и технологического института животноводства, Новосибирская область                                                                            | 08.04.1971      | [ ГС 147 ] |
| 164        | Пугачевский Владимир Константинович    | 1910 — ????             | Директор второй Андижанской МТС Андижанской области | 11.01.1957      | [ ГС 148 ] |
| 165        | Пугин Михаил Васильевич                | 14.10.1908 — 28.09.1975 | Старший ветеринарный врач свиноводческого совхоза «Канаш» Министерства совхозов СССР, Шенталинский район Куйбышевской области | 03.12.1949      | [ ГС 149 ] |
| 166        | Пуговка Леонид Константинович          | 17.03.1917 — 02.10.1990 | Председатель колхоза «17 сентября» Глубокского района Молодечненской области | 18.01.1958      | [ ГС 150 ] |
| 167        | Пудикова Нина Константиновна           | 03.02.1912 — 07.07.1996 | Начальник контрольно-испытательной лаборатории завода «Днепроспецсталь» Запорожского совнархоза | 07.03.1960      | [ ГС 151 ] |
| 168        | Пудов Владимир Сергеевич               | 24.11.1938 — 01.03.2012 | Слесарь Московского машиностроительного завода «Знамя революции» Министерства авиационной промышленности СССР | 29.01.1981      | [ ГС 152 ] |
| 169        | Пужайтис Вацловас Юлиёнович            | 1925 — ????             | Составитель поездов станции Радвилишкис Прибалтийской железной дороги, Литовская ССР | 04.08.1966      | [ ГС 153 ] |
| 170        | Пузанов Василий Павлович               | 1911 — 01.09.1990       | Старший аппаратчик комбината «Североникель» имени В. И. Ленина Министерства цветной металлургии СССР, Мурманская область | 20.05.1966      | [ ГС 154 ] |
| 171        | Пузанов Иван Степанович                | 1916 — ????             | Председатель колхоза «Коммунист» Теремновского района Волынской области | 26.02.1958      |            |
| 172        | Пузанчиков Николай Иванович            | 13.05.1891 — 1973       | Председатель колхоза имени Молотова Раменского района Московской области | 30.01.1957      | [ ГС 155 ] |
| 173        | Пузынин Дмитрий Георгиевич             | 1923—1975               | Производитель работ 1-го Новокузнецкого строительно-монтажного управления треста «Сибстальконструкция» Министерства монтажных и специальных строительных работ СССР, Кемеровская область                                                           | 07.05.1971      | [ ГС 156 ] |
| 174        | Пузырёва Анна Лаврентьевна             | 21.01.1926 — 01.02.1984 | Бригадир совхоза «Варгашинский» Варгашинского района Курганской области | 22.03.1966      | [ ГС 157 ] |
| 175        | Пузырный Иван Васильевич               | 17.09.1927 — 09.06.1989 | Машинист экскаватора управления механизации Волгобалтстроя Государственного производственного комитета по транспортному строительству СССР, гор. Вытегра Вологодской области                                                                       | 29.04.1965      | [ ГС 158 ] |
| 176        | Пуйшене Антанина-Она Мечио             | род. 1941               | Доярка экспериментального хозяйства «Станюнай» Прибалтийской зонально-опытной станции по птицеводству, Паневежский район Литовской ССР | 10.03.1976      |            |
| 177        | Пукалов Андрей Степанович              | 1914 — 05.07.1958       | Старший механик Луговской МТС Джамбулской области | 28.03.1948      | [ ГС 159 ] |
| 178        | Пукас Витаутас Юозович                 | 1928—1987               | Бригадир комплексной бригады строительного управления № 4 Клайпедского строительного треста Министерства строительства предприятий тяжёлой индустрии СССР, Литовская ССР                                                                           | 08.01.1974      | [ ГС 160 ] |
| 179        | Пукитис Эрнест Микелевич               | 28.02.1929 — 01.04.2013 | Председатель колхоза «Скрунда» Кулдигского района Латвийской ССР | 23.06.1966      | [ ГС 161 ] |
| 180        | Пулариани Георгий Лукич                | 1901 — ????             | Бригадир колхоза имени Калинина Маяковского района Грузинской ССР | 09.08.1949      | [ ГС 162 ] |
| 181        | Пулариани Иосиф Мефодиевич             | 1895 — ????             | Звеньевой колхоза имени Калинина Маяковского района Грузинской ССР | 09.08.1949      | [ ГС 163 ] |
| 182        | Пулатова Тухта                         | 1927—1958               | Звеньевая колхоза «Кзыл Таджикистан» Ворошиловабадского района Сталинабадской области | 01.03.1948      |            |
| 183        | Пундик Степан Петрович                 | род. 1936               | Дояр колхоза имени Суворова Изяславского района Хмельницкой области | 22.03.1966      | [ ГС 164 ] |
| 183.000004 | Пуногина Лидия Николаевна              | 28.03.1914 — 03.1998    | Свинарка колхоза «Будённовец» Междуреченского района Вологодской области | 06.05.1949      | [ ГС 165 ] |
| 184        | Пунс Хильда Якобовна                   | 04.07.1900 — 08.03.1988 | Свинарка колхоза «Маяка» Харьюского района Эстонской ССР | 01.03.1958      | [ ГС 166 ] |
| 185        | Пунтус Леонид Николаевич               | 03.05.1928 — 27.11.1978 | Главный агроном колхоза имени Гастелло Минского района Минской области | 08.04.1971      | [ ГС 167 ] |
| 186        | Пунтусов Константин Васильевич         | 1906—1988               | Заведующий Пролетарским районным отделом водного хозяйства Ленинабадской области | 26.06.1951      |            |
| 187        | Пупанова Надежда Емельяновна           | 01.01.1911 — 22.12.1979 | Почтальон Николаевского почтамта Министерства связи СССР | 18.07.1966      | [ ГС 168 ] |
| 188        | Пупашенко Иван Трофимович              | 03.09.1907 — 03.12.1990 | Директор совхоза имени Карла Маркса Сарыагачского района Чимкентской области | 30.04.1966      | [ ГС 169 ] |
| 189        | Пупин Пётр Прокопьевич                 | 03.01.1912 — 17.07.1967 | Бригадир колхоза имени Сталина Вурнарского района Чувашской АССР | 13.07.1950      | [ ГС 170 ] |
| 190        | Пупышев Василий Петрович               | 18.01.1919 — 26.02.1976 | Слесарь-сборщик Воткинского машиностроительного завода, Удмуртская АССР | 20.06.1958      | [ ГС 171 ] |
| 191        | Пурбуев Дашидондок Цыденович           | 15.11.1931 — 31.12.2014 | Старший чабан колхоза имени Ленина Агинского Бурятского автономного округа Читинской области | 02.03.1990      | [ ГС 172 ] |
| 192        | Пургин Афанасий Николаевич             | 31.01.1902 — 04.12.1971 | Гарпунёр китобойного судна «Слава 8» китобойной флотилии «Слава» Министерства рыбной промышленности СССР, Одесская область | 09.03.1950      | [ ГС 173 ] |
| 193        | Пурик Николай Калистратович            | 22.05.1905 — 05.05.1986 | Председатель колхоза «Украинец» Емельяновского района Красноярского края | 19.03.1947      | [ ГС 174 ] |
| 194        | Пурисман Иосиф Соломонович             | 15.08.1914 — ????       | Старший ветеринарный врач свиноводческого совхоза имени 1 Мая Министерства совхозов СССР, Артёмовский район Сталинской области | 24.09.1949      | [ ГС 175 ] |
| 195        | Пуртов Михаил Николаевич               | 15.11.1923 — 01.1985    | Звеньевой колхоза «Путь к коммунизму» Сретенского района Читинской области | 08.04.1971      | [ ГС 176 ] |
| 196        | Пусев Родион Карпович                  | 10.05.1922 — 27.11.1989 | Председатель колхоза «Большевик» Погарского района Брянской области | 11.12.1973      | [ ГС 177 ] |
| 197        | Пускин Григорий Антонович              | 26.10.1929 — 21.05.1978 | Тракторист колхоза «Коминтерн» Могилёвского района Могилёвской области | 23.06.1966      | [ ГС 178 ] |
| 198        | Пусовский Николай Михайлович           | 09.12.1927 — 11.02.2014 | Мастер Петровск-Забайкальского металлургического завода Министерства чёрной металлургии СССР, Читинская область | 22.03.1966      | [ ГС 179 ] |
| 199        | Пустобаев Дмитрий Гаврилович           | 1927 — 20.12.1986       | Бригадир передвижной механизированной колонны № 11 треста «Приазоврисстрой» Министерства мелиорации и водного хозяйства РСФСР Красноармейского района Краснодарского края                                                                          | 08.04.1971      | [ ГС 180 ] |
| 200        | Пустоваров Иван Дмитриевич             | 1900 — ????             | Старший агроном Конгрессовского свеклосовхоза Министерства пищевой промышленности СССР, Золочевский район Харьковской области | 30.04.1948      | [ ГС 181 ] |
| 201        | Пустовит Елена Степановна              | род. 03.06.1923         | Сменный мастер Стрыйской обувной фабрики Львовского совнархоза | 07.03.1960      |            |
| 202        | Пустынцев Павел Петрович               | 19.09.1910 — 13.08.1977 | Начальник ЦКБ-18 Государственного комитета Совета Министров СССР по судостроению, гор. Ленинград | 26.06.1959      | [ ГС 182 ] |
| 203        | Путане Виргиния Адамовна               | 25.07.1925 — 16.02.1993 | Главный зоотехник колхоза «Дзиркстеле» Даугавпилсского района Латвийской ССР | 08.04.1971      | [ ГС 183 ] |
| 204        | Путенцов Иван Яковлевич                | 1913 — ????             | Тракторист МТС имени Шевченко Березовского района Одесской области | 15.07.1949      | [ ГС 184 ] |
| 205        | Путилин Прокофий Евдокимович           | 1892 — ????             | Бригадир виноградарского совхоза «Абрау-Дюрсо» Министерства пищевой промышленности СССР, Краснодарский край | 26.09.1950      |            |
| 206        | Путилин Степан Романович               | 1907 — 01.1975          | Навалоотбойщик шахты № 18 треста «Снежноенантрацит» Министерства угольной промышленности Украинской ССР, Сталинская область | 26.04.1957      | [ ГС 185 ] |
| 207        | Путинцев Николай Афанасьевич           | 07.11.1925 — 29.06.2015 | Машинист экскаватора Бачатского угольного карьера комбината «Кузбасскарьеруголь» Министерства угольной промышленности СССР, Кемеровская область | 29.06.1966      | [ ГС 186 ] |
| 207.000005 | Путинцева Нина Яковлевна               | 20.05.1927 — 16.03.1989 | Звеньевая виноградарского совхоза «Геленджик» Министерства пищевой промышленности СССР, Геленджикский район Краснодарского края | 26.09.1950      | [ ГС 187 ] |
| 208        | Путорайкина Пелагея Антоновна          | 1918 — ????             | Бригадир фильтрпрессовщиц Усть-Каменогорского свинцово-цинкового комбината, Восточно-Казахстанская область | 07.03.1960      | [ ГС 188 ] |
| 209        | Путра Николай Максимович               | 09.04.1930 — 03.12.2007 | Бригадир комплексной бригады рабочих очистного забоя шахты «Чертинская-1» треста «Беловоуголь» комбината «Кузбассуголь» Министерства угольной промышленности СССР, Кемеровская область                                                             | 06.04.1970      | [ ГС 189 ] |
| 210        | Путуридзе Иван Самсонович              | 07.04.1906 — 08.1990    | Директор Очхамурского совхоза имени Сталина Министерства сельского хозяйства СССР, Кобулетский район Аджарской АССР | 27.07.1951      | [ ГС 190 ] |
| 211        | Путятин Валентин Сергеевич             | 27.05.1931 — 20.05.1999 | Звеньевой совхоза «Воскресенский» Савинского района Ивановской области | 11.12.1973      | [ ГС 191 ] |
| 212        | Пух Илья Петрович                      | 1920 — ????             | Тракторист колхоза имени Ленина Драбовского района Черкасской области | 08.04.1971      |            |
| 213        | Пухно Иван Петрович                    | 17.12.1914 — 24.01.1989 | Бригадир тракторной бригады Старо-Бешевской МТС Сталинской области | 08.02.1954      | [ ГС 192 ] |
| 214        | Пухов Владимир Дмитриевич              | 23.04.1928 — 07.01.1994 | Старший электромеханик Целиноградской дистанции сигнализации и связи Казахской железной дороги, Целиноградская область | 04.08.1966      | [ ГС 193 ] |
| 215        | Пухова Анфиса Ивановна                 | 1914 — 23.11.1960       | Аппаратчица химического завода «Капролактам», гор. Дзержинск Горьковской области | 07.03.1960      | [ ГС 194 ] |
| 216        | Пухова Зоя Павловна                    | 24.09.1936 — 06.01.2016 | Ткачиха прядильно-ткацкой фабрики имени С. И. Балашова Министерства лёгкой промышленности РСФСР, гор. Иваново | 09.06.1966      | [ ГС 195 ] |
| 217        | Пучкова Валентина Михайловна           | 16.02.1918 — 24.07.1994 | Директор Хорольской средней школы, Хорольский район Приморского края | 09.03.1966      | [ ГС 196 ] |
| 218        | Пучкова Таисия Александровна           | род. 14.09.1948         | Доярка совхоза «Октябрь» Томского района Томской области | 07.06.1985      | [ ГС 197 ] |
| 219        | Пучковская Надежда Александровна       | 25.05.1908 — 15.05.2001 | Директор Украинского научно-исследовательского экспериментального института глазных болезней и тканевой терапии имени Филатова, гор. Одесса | 07.03.1960      | [ ГС 198 ] |
| 220        | Пучнов Александр Фёдорович             | 10.09.1902 — ????       | Начальник комбината «Донбассантрацит» Министерства угольной промышленности западных районов СССР, Ворошиловградская область | 28.08.1948      | [ ГС 199 ] |
| 221        | Пушинскайте Стефания-Геновайте Казевна | род. 1938               | Монтажница Каунасского радиозавода Министерства радиопромышленности СССР, Литовская ССР | 29.07.1966      |            |
| 222        | Пушкарёв Андрей Васильевич             | 1903—1968               | Первый секретарь Милославского райкома КПСС, Рязанская область | 08.01.1960      | [ ГС 200 ] |
| 223        | Пушкарёв Василий Алексеевич            | 07.05.1932 — 11.05.2005 | Машинист крана управления механизации треста «Качканаррудстрой», Свердловская область | 16.06.1964      | [ ГС 201 ] |
| 224        | Пушкарёв Иван Антонович                | 20.10.1923 — 27.06.2009 | Фрезеровщик Приборостроительного завода Министерства среднего машиностроения СССР, Челябинская область | 29.07.1966      | [ ГС 202 ] |
| 225        | Пушкарёв Леонид Васильевич             | 10.06.1926 — 07.11.1995 | Капитан-наставник Волжского объединённого речного пароходства Министерства речного флота РСФСР, гор. Горький | 14.09.1966      | [ ГС 203 ] |
| 226        | Пушкаренко Надежда Илларионовна        | 1929 — ????             | Звеньевая колхоза «Большевик» Менского района Черниговской области | 23.04.1952      | [ ГС 204 ] |
| 227        | Пушкарская Нина Ивановна               | 06.05.1926 — 17.01.1975 | Машинист электровоза Магнитогорского металлургического комбината Челябинского совнархоза | 07.03.1960      | [ ГС 205 ] |
| 228        | Пушней Николай Касьянович              | род. 1928               | Бригадир колхоза «Заветы Ленина» Дрокиевского района Молдавской ССР | 07.07.1986      |            |
| 229        | Пчелаков Виктор Арсентьевич            | 26.01.1926 — 05.03.2009 | Комбайнёр Павловского совхоза Назаровского района Красноярского края | 23.06.1966      | [ ГС 206 ] |
| 230        | Пчелинцев Михаил Алексеевич            | 07.12.1929 — 08.10.2014 | Машинист резиносмесителя Московского шинного завода Министерства нефтеперерабатывающей и нефтехимической промышленности СССР | 20.04.1971      | [ ГС 207 ] |
| 231        | Пчёлкина Анна Ивановна                 | 26.05.1929 — 22.12.2005 | Доярка совхоза «Орджоникидзевский», гор. Свердловск | 22.03.1966      |            |
| 232        | Пшеничка Иван Васильевич               | 1925 — ????             | Бригадир плотников строительного управления № 6 треста «Северодонецкхимстрой» Министерства строительства предприятий тяжёлой индустрии Украинской ССР, Ворошиловградская область                                                                   | 05.04.1971      |            |
| 233        | Пшеничный Александр Андреевич          | 15.10.1928 — 09.1997    | Главный инженер проходки шахты «Бутовская-Глубокая» Министерства строительства предприятий угольной промышленности Украинской ССР, Сталинская область                                                                                              | 26.04.1957      | [ ГС 208 ] |
| 234        | Пшеничных Николай Егорович             | 29.01.1924 — 1994       | Главный врач Октябрьской центральной районной больницы Курской области | 23.10.1978      | [ ГС 209 ] |
| 235        | Пшизов Пшимаф Гисович                  | 15.02.1915 — 26.05.1996 | Директор совхоза «Чехрак» Кошехабльского района Адыгейской автономной области | 30.04.1966      | [ ГС 210 ] |
| 236        | Пылаева Александра Григорьевна         | 1930 — 24.04.2015       | Доярка колхоза «Родина» Грязовецкого района Вологодской области | 07.03.1960      | [ ГС 211 ] |
| 237        | Пылин Николай Петрович                 | 25.05.1934 — 13.04.2001 | Тракторист совхоза «Студёновский» Турковского района Саратовской области | 07.12.1973      | [ ГС 212 ] |
| 238        | Пынзарь Лидия Дмитриевна               | род. 18.08.1932         | Звеньевая колхоза «Грэничерул Советик» Единецкого района Молдавской ССР | 23.06.1966      | [ ГС 213 ] |
| 239        | Пырко Иван Григорьевич                 | 18.01.1930 — 12.06.2016 | Машинист бульдозера Калинковичского строительно-монтажного управления треста «Калинковичиводстрой» Министерства мелиорации и водного хозяйства СССР, Гомельская область                                                                            | 08.04.1971      | [ ГС 214 ] |
| 240        | Пырчу Василий Михайлович               | 1905—1971               | Звеньевой колхоза имени Хрущёва Баймаклийского района Молдавской ССР | 14.07.1951      |            |
| 241        | Пыхтина Анна Илларионовна              | 10.06.1921 — 16.01.1978 | Звеньевая семеноводческого совхоза «Рудавский» Министерства совхозов СССР, Обоянский район Курской области | 27.03.1948      | [ ГС 215 ] |
| 242        | Пышкин Кондратий Тарасович             | 08.03.1912 — 20.12.1999 | Директор совхоза «Звенигородский» Одинцовского района Московской области | 06.09.1973      | [ ГС 216 ] |
| 243        | Пышмынцев Василий Николаевич           | 12.04.1915 — 26.03.1974 | Комбайнёр Айдабульской МТС Зерендинского района Кокчетавской области | 21.08.1951      | [ ГС 217 ] |
| 244        | Пьяникина Александра Сергеевна         | 12.09.1924 — 20.07.2006 | Телятница Ново-Варненского совхоза Варненского района Челябинской области | 22.03.1966      | [ ГС 218 ] |
| 245        | Пьянков Ян Степанович                  | 12.08.1937 — 09.05.2000 | Бригадир проходчиков Северо-Уральского бокситового рудника Министерства цветной металлургии СССР, Свердловская область | 30.03.1971      | [ ГС 219 ] |
| 246        | Пя Чан Себ                             | 1907 — ????             | Звеньевой колхоза имени Ленина Средне-Чирчикского района Ташкентской области | 18.05.1949      | [ ГС 220 ] |
| 246.000006 | Пятайкина Екатерина Владимировна       | 24.10.1928 — 10.07.2010 | Каменщица треста «Цемстрой» Министерства промышленности строительных материалов СССР, Мордовская АССР | 08.01.1974      | [ ГС 221 ] |
| 246.000007 | Пятак Анна Петровна                    | 1918 — ????             | Звеньевая Ленинского свеклосовхоза Министерства пищевой промышленности СССР, Кегичёвский район Харьковской области | 30.04.1948      |            |
| 247        | Пяташова Наталья Романовна             | 10.08.1929 — 11.05.1970 | Птичница колхоза «Родина» Алексеевского района Белгородской области | 11.03.1958      | [ ГС 222 ] |
| 248        | Пятигорский Иван Алексеевич            | 01.03.1915 — 18.03.1984 | Старший горновой доменного цеха Челябинского металлургического завода Челябинского совнархоза | 19.07.1958      | [ ГС 223 ] |
| 249        | Пяткин Сергей Фёдорович                | 24.08.1905 — 1972       | Начальник нефтепромыслового управления «Полазнанефть» объединения «Пермнефть» Министерства нефтедобывающей промышленности СССР, Пермская область                                                                                                   | 23.05.1966      | [ ГС 224 ] |
| 250        | Пяткина Любовь Матвеевна               | 20.04.1907 — ????       | Звеньевая колхоза «Бакинский рабочий» Астрахан-Базарского района Азербайджанской ССР | 17.08.1950      |            |
| 251        | Пятков Виктор Евгеньевич               | 05.11.1929 — 03.09.2008 | Оператор по добыче нефти и газа нефтегазодобывающего управления «Юганскнефть» Главтюменнефтегаза Министерства нефтяной промышленности СССР, Ханты-Мансийский автономный округ                                                                      | 02.03.1981      | [ ГС 225 ] |
| 252        | Пяткова Анна Васильевна                | 09.09.1925 — 03.01.2016 | Доярка совхоза «Зеленецкий» Сыктывдинского района Коми АССР | 06.09.1973      | [ ГС 226 ] |
| 253        | Пятница Семён Ефимович                 | 01.09.1903 — 28.06.1985 | Комбайнёр Будённовской МТС Кулундинского района Алтайского края | 20.05.1949      | [ ГС 227 ] |

| Навигационная таблица | Навигационная таблица |
| --------------------- | --------------------- |
| «П»                   | Паап — Пащенко        |
| «П»                   | Певцов — Пиянов       |
| «П»                   | Плавский — Полянский  |
| «П»                   | Помазан — Пошивайлов  |
| «П»                   | Правдюк — Пятница     |